# Parapsammophila carinata
Parapsammophila carinata là một loài côn trùng cánh màng trong họ Sphecidae, thuộc chi Parapsammophila. Loài này được Guichard miêu tả khoa học đầu tiên năm 1988.